# Mellé
Mellé (bretonisch: Melleg; Gallo: Mèlae) ist eine französische Gemeinde mit 648 Einwohnern (Stand: 1. Januar 2022) im Département Ille-et-Vilaine in der Region Bretagne; sie gehört zum Arrondissement Fougères-Vitré und zum Kanton Fougères-2. Die Einwohner werden Melléens genannt.

## Geographie
Die Gemeinde Mellé liegt etwa 16 Kilometer nördlich von Fougères. Umgeben wird Mellé von den Nachbargemeinden Monthault im Norden, Louvigné-du-Désert im Osten, Villamée im Süden sowie Saint-Georges-de-Reintembault im Westen und Nordwesten.

## Geschichte
Während der sog. Chouannerie, dem Aufstand gegen die Republikaner im Westen Frankreichs, fand hier am 15. Februar 1794 die Schlacht von Mellé statt. Die republikanischen Truppen mussten sich dabei zurückziehen.

## Bevölkerungsentwicklung
| Jahr          | 1962 | 1968 | 1975 | 1982 | 1990 | 1999 | 2006 | 2013 | 2020 |
| Einwohner     | 960  | 885  | 806  | 738  | 706  | 678  | 680  | 664  | 649  |
| Quelle: INSEE |      |      |      |      |      |      |      |      |      |

## Sehenswürdigkeiten
- Kirche Saint-Martin aus dem 15. Jahrhundert

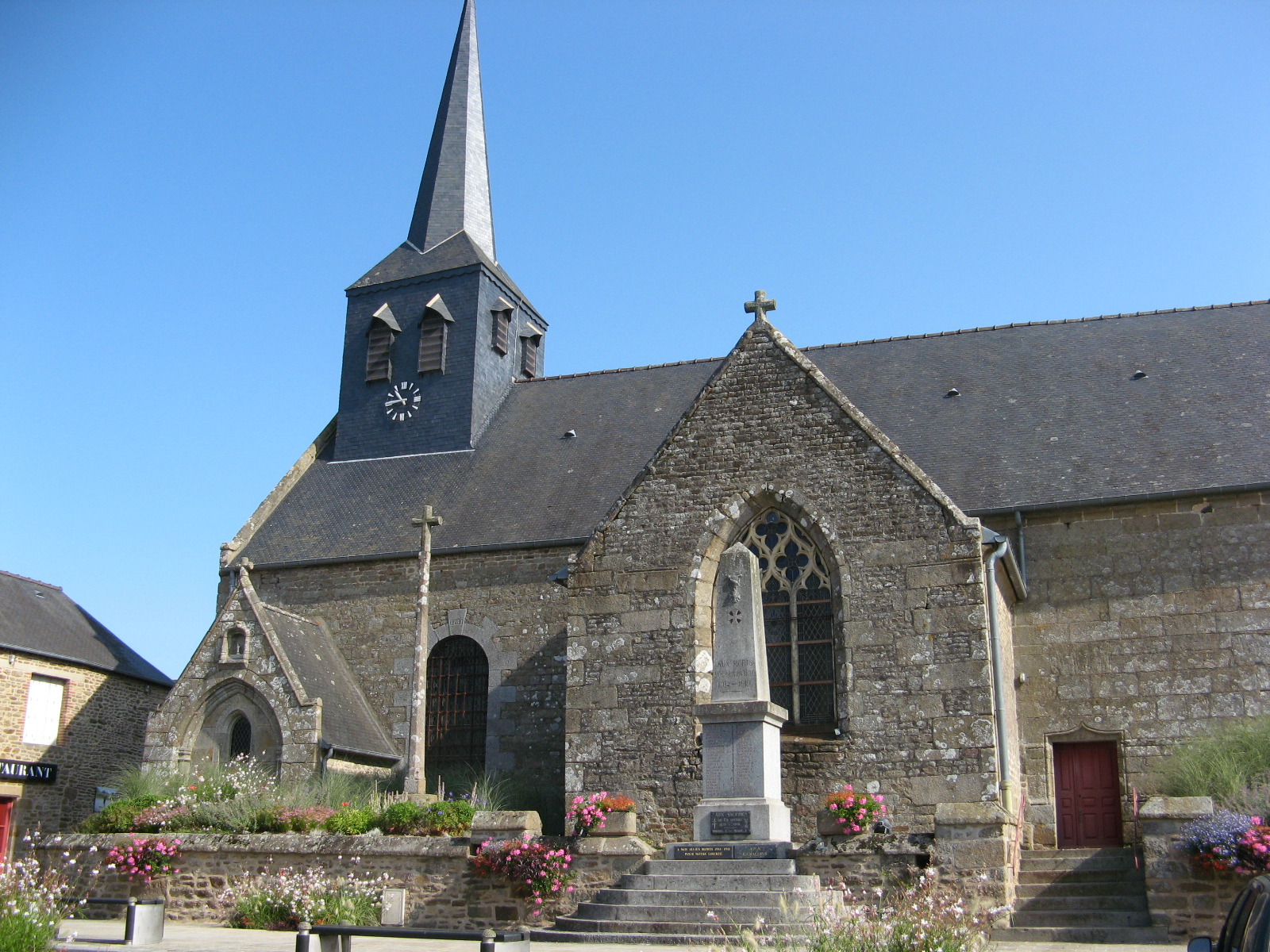
Kirche Saint-Martin
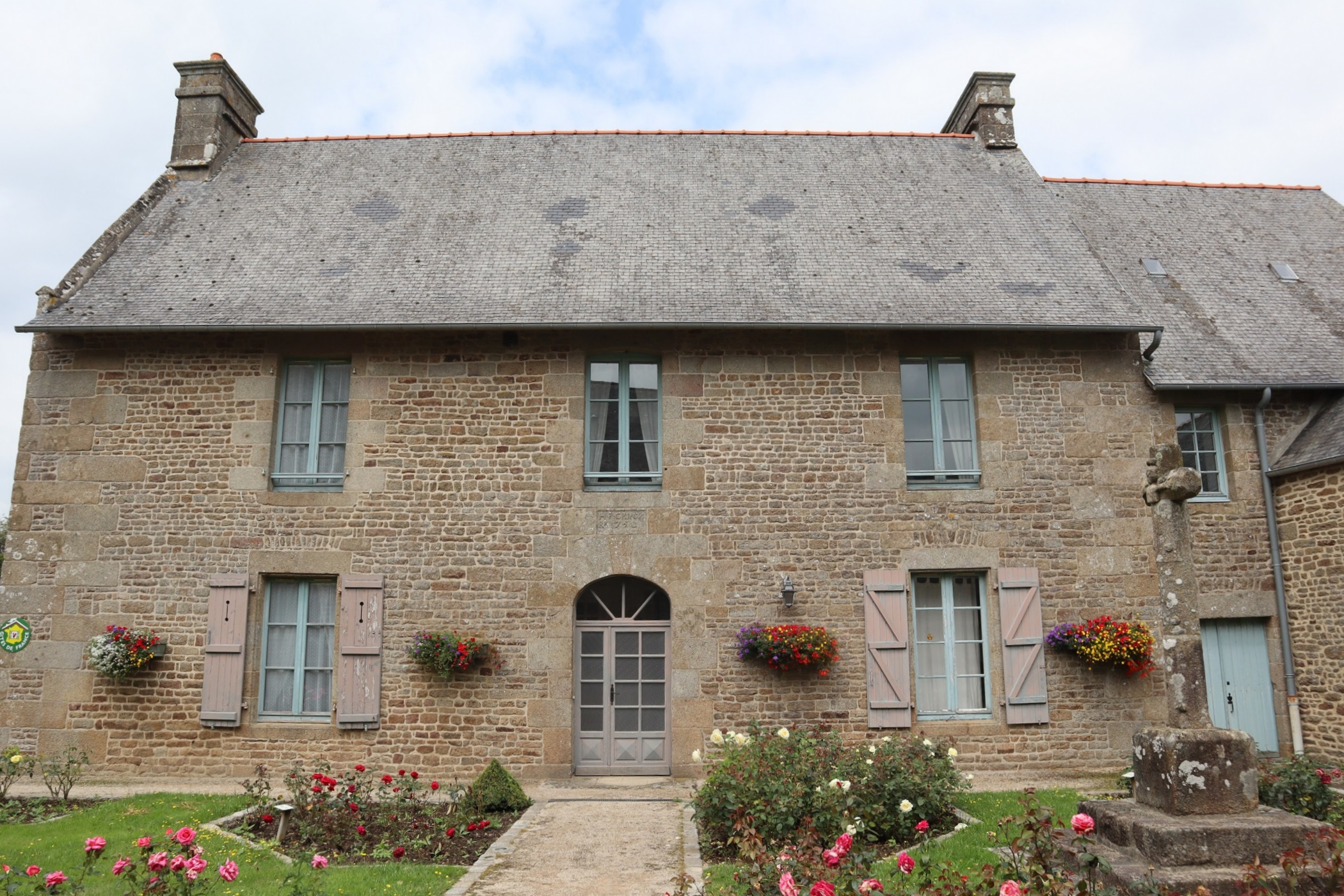
Ehemaliges Pfarrhaus
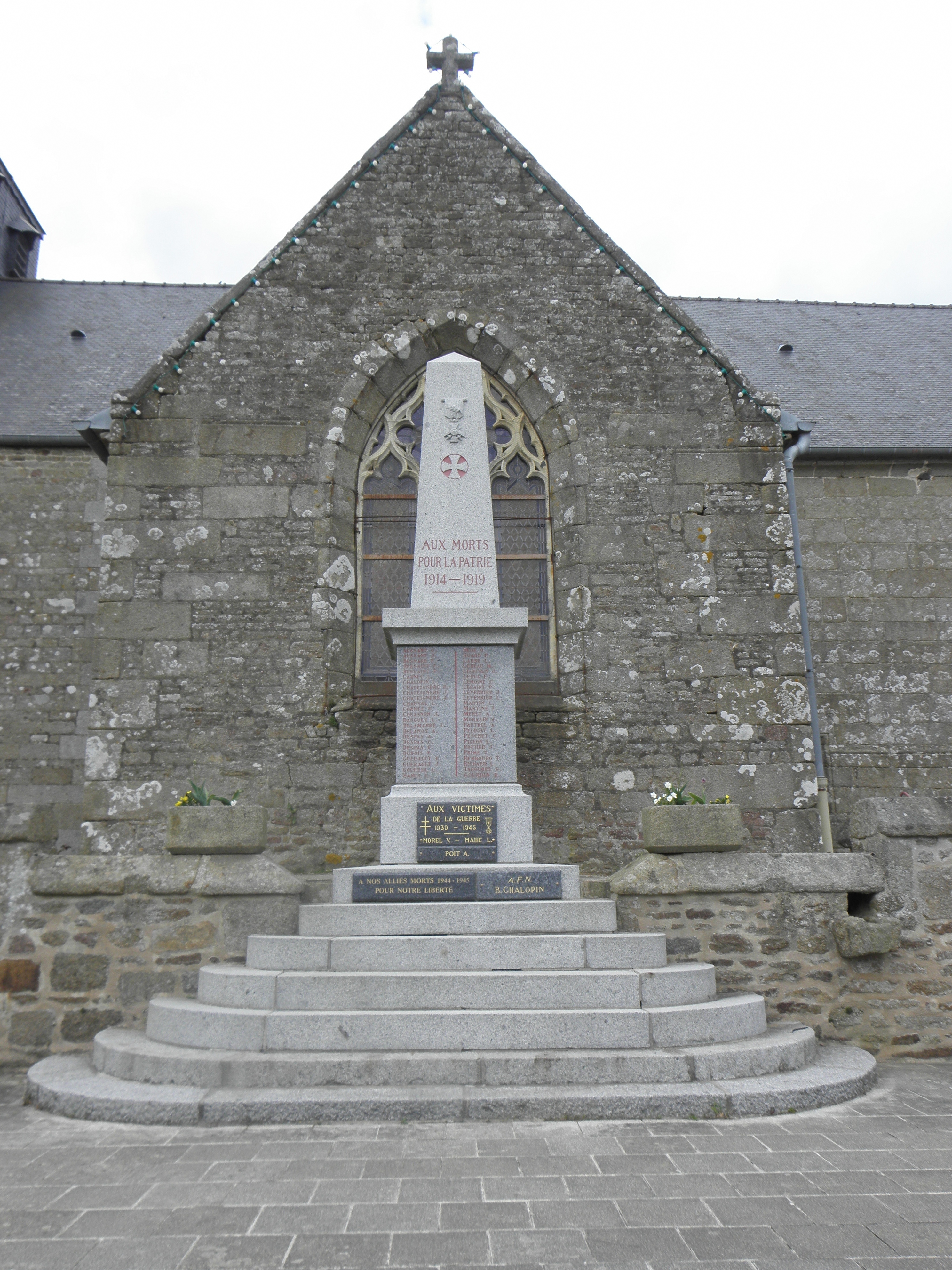
Gefallenendenkmal

## Persönlichkeiten
- Albert Bouvet (1930–2017), Radrennfahrer und Rennorganisator